# Домбровский, Ласло
Ласло Домбровский (при рождении Станислав Сергеевич Домбровский; 7 августа 1894, Оргеев, Кишинёвский уезд, Бессарабская губерния — 30 апреля 1982, Будапешт) — венгерский художник.

## Биография
Родился в Оргееве в семье инженера Сергея Домбровского, польского происхождения, и врача Марии Арановой, еврейского происхождения. Детские годы провёл в Вологде, затем учился в Нижнем Новгороде и в Париже. Его родители и две сестры с мужьями погибли во время революционных событий 1917 года. В Париже Домбровский брал уроки у Матисса и Фриеза, посещал Академию Жюлиана.
В 1921 году поселился в Венгрии, где в 1924 году вместе с Иштваном Сёньи и Робертом Берени основал колонию художников в Зебегени.
В 1944 году создал портрет Рауля Валленберга. Долгие годы был представителем постимпрессионизма, в последние годы жизни склонялся к абстракционизму.

## Семья
- Жена — Ирен Домбровский-Сатмари (венг. Irén Dombrovsky Szathmáry, урождённая Хаузер).
  - Сын — Станислав Александр Домбровский (1928—2004), художник; во время Холокоста укрывался в Норвегии, где впоследствии жил.